# CTS기독교TV
CTS기독교TV(基督敎TV, 영어: Christian Television System)은 개신교계 케이블 방송 중 하나로서, 1995년 12월 1일에 세워진 대한민국 최초의 기독교 TV 방송국이다.

## 개요
법인명은 (재)CTS기독교TV, 영문명은 Christian Television System, 약칭은 CTS이다. 대한민국에서는 "CBS기독교방송"과 구분하기 위해 "CTS기독교TV"로 통칭한다.

## 연혁
- 1994년 12월 9일 기독교전문 콘텐츠 제공을 목표로 케이블텔레비전 사업자 허가. 법인명 기독교텔레비전(주).
- 1995년 12월 1일 KCTS 본방송 실시(본방송 개국 감사예배)
- 2001년 1월 3일 CTS기독교TV 인터넷방송국 개국.
- 2002년 8월 12일 CTS기독교TV 멀티미디어센터 노량진 신사옥 기공식
- 2002년 12월 20일 시청 앞 광장 '제1회 크리스마스트리 점등식'
- 2003년 3월 28일 회사 CI 'KCTS'에서 'CTS'로 변경 승인
- 2015년 12월 1일 CTS라디오JOY 개국.

## 주요 프로그램
- 내가 매일 기쁘게 (진행 : 최선규(진행자. 아나운서), 김지선(진행자. 개그우먼)

소개 : 고난과 역경 속에 하나님을 만난 유명인들의 따끈따끈한 간증 이야기
시간대 : 본방 : 월,화 09:00 재방 : 수,목 18:30
- 콜링갓  (진행 : (월) 김원철 목사, (화)차영아 목사, (수)김대성 목사, (목)백용현 목사, (금)안중호 목사)

소개 :콜링갓(Calling God)은 브라이언 박 목사와 함께 실시간 전화참여로 기도제목을 나누고 함께 기도하며 응답을 경험하는 실시간 시청자 소통 프로그램
시간대 : 본방 : 월,화,수,목,금 14:00 재방 : 월,화,수,목,금 24:00
- CTS부흥집회 오직예수

소개 : 코로나 시대 가정에서 현장의 감동을 그대로 느낄 수 있는 비대면 부흥집회
시간대 : 본방 : 금 18:30 재방 : 일 23:10
- 7000미라클 (진행 : 전기철(진행자. 목사), 허상봉(진행자, 목사), 조향기(진행자, 방송인) 우혜진(진행자, 아나운서)

소개 : 세계 곳곳에서 선교의 사명을 감당하는 선교사님과 목사님의 이야기를 나누며 사역지에 희망을, 어려운 이웃에게 소망을 전하는 후원 프로그램
시간대 : 본방 : 월,화,수,목 10:00 재방 : 월,화,수,목 15:00
| 프로그램                  | 요일 | 방송시간            | 비고         |
| ------------------------- | ---- | ------------------- | ------------ |
| 7000미라클-열방을 향하여  | 월   | 오전 10시, 오후 3시 | 해외 선교사  |
| 7000미라클-땅끝으로       | 화   | 오전 10시, 오후 3시 | 국내 목회자  |
| 7000미라클-예수사랑여기에 | 수   | 오전 10시, 오후 3시 | 생방송, 환우 |
| 7000미라클-스페셜         | 목   | 오전 10시, 오후 3시 | 종합         |

- CTS다음세대 운동본부 (진행 : 오나미(진행자. 개그우먼), 이강준(진행자. 아나운서)

소개 : 다음세대 부흥을 위해 땀 흘리는 전국의 특별한 목회 현장을 찾아가는 신개념 버라이어티쇼
시간대 : 본방 : 목 22:30 재방 : 금 21:00
- 한국교회를 논하다 (진행 : 박찬호(사회자, 교수)

소개 : 한국사회와 교회의 다양한 이슈에 대한 성경적 대안과 해결책을 모색하는 토론의 장
시간대 : 본방 : 금 10:00 재방 : 일 02:00
- 다함께 찬찬찬 (진행 : 최윤영(진행자. 아나운서), 오화평(진행자. 교수)

소개 : 찬송가와 복음성가에 숨겨진 특별한 이야기를 만나고, 전세대가 함께 부르는 찬양 프로그램
시간대 : 본방 : 화 21:00 재방 : 수 09:00
- CTS 대한민국 K-가스펠 (진행 : 류지광(진행자. 가수), 송정미(심사위원. 찬양사역자), 알리(심사위원. 가수), 하덕규(심사위원. 교수), 김문택(심사위원. 교수), 루카(심사위원. 가수), 염평안(심사위원. 작곡가), 배다해(심사위원. 가수)

방송일 : 2021.07.24.~2021.09.04
소개 : 코로나19로 지친 이들을 위로하고 회복시키는 대한민국 대표 찬양 오디션 프로그램
시간대 : 재방 : 토요일 19:00
- 청년백서 (진행 : 류지광(진행자. 가수), 장동민(패널. 목사), 문현우(패널. 교수)

소개 : 이 시대를 살아가는 청년들과 청년의 때를 지나온 이들의 삶을 함께 나누는 공감힐링 토크쇼
시간대 : 본방 : 금요일 22:30 재방 : 토요일 11:30
- 대한민국 미래를 세우다

소개 : 정치/경제/교육/4차산업의 분야별 리더들에게 듣는 포스트코로나 시대를 위한 길잡이
시간대 : 본방 : 월,화,수,목 11:30 재방 : 화,수,목,금 01:00
- 다음세대 마이크 ON (진행 : 김인후(진행자. 아나운서))

소개 : 미래를 열어갈 다음세대의 입을 통해 꿈과 희망의 메시지를 듣는 TED식 강연 프로그램
시간대 : 본방 : 목요일 19:30 재방 : 차주 화요일 19:30

## 지부
| 방송국               | 주소                                                                                         | 연락처                        | 홈페이지             |
| -------------------- | -------------------------------------------------------------------------------------------- | ----------------------------- | -------------------- |
| CTS기독교TV 본사     | 서울특별시 동작구 노량진로 100                                                               | 02)6333-1000                  | CTS기독교TV 본사     |
| CTS인터내셔널        | 서울특별시 동작구 노량진로 100, 기독교TV 멀티미디어센터 9층 (서울 동작구 노량진동 27-2, 9층) | 02)6333-0070                  | CTS인터내셔널        |
| CTS기독교TV 남부방송 | 경기도 수원시 팔달구 경수대로428번길 31, 덕수빌딩 204호                                      | 031)236-5291                  | CTS기독교TV 남부방송 |
| CTS기독교TV 서부방송 | 서울특별시 동작구 노량진로 100                                                               | 02)6333-1060                  | CTS기독교TV 서부방송 |
| CTS기독교TV 북부방송 | 경기 의정부시 장곡로 626, 금오종합상가 B동 1104호                                            | 031)843-9182                  | CTS기독교TV 북부방송 |
| CTS기독교TV 동부방송 | 서울시 동작구 노량진로 100(노량진2동 27-2)                                                   | 031)724-4621                  | CTS기독교TV 동부방송 |
| CTS기독교TV 경인방송 | 인천광역시 남구 주안로 205번길 12-22 2층                                                     | 032)859-5901~2                | CTS기독교TV 경인방송 |
| CTS기독교TV 영서방송 | 강원특별자치도 원주시 로아노크로 3 5층 CTS영서방송                                           | 033)735-0070                  | CTS기독교TV 영서방송 |
| CTS기독교TV 대전방송 | 대전광역시 서구 만년로68번길 15-26, 6층                                                      | 042)482-0698                  | CTS기독교TV 대전방송 |
| CTS기독교TV 중부방송 | 충청남도 천안시 서북구 노태산로 21                                                           | 041)556-9182                  | CTS기독교TV 중부방송 |
| CTS기독교TV 충북방송 | 충청북도 청주시 청원구 향군로 6, 우암비전센터 5층                                            | 043)255-5500                  | CTS기독교TV 충북방송 |
| CTS기독교TV 경남방송 | 경상남도 창원시 의창구 창원대로 363번길 22-47, 명빌딩 3층                                    | 055)261-0044                  | CTS기독교TV 경남방송 |
| CTS기독교TV 대구방송 | 대구광역시 수성구 두산동 275번지 3층                                                         | 053-765-6880                  | CTS기독교TV 대구방송 |
| CTS기독교TV 안동방송 | 경상북도 안동시 서동문로 123-1, 2층                                                          | 054-841-0191                  | CTS기독교TV 안동방송 |
| CTS기독교TV 부산방송 | 부산광역시 금정구 중앙대로 2083                                                              | 051)784-9988                  | CTS기독교TV 부산방송 |
| CTS기독교TV 울산방송 | 울산광역시 북구 진장24길 3, 석강빌딩 2층                                                     | 052)289-1199                  | CTS기독교TV 울산방송 |
| CTS기독교TV 포항방송 | 경북 포항시 북구 대해로 38, 비전센터 3층                                                     | 054)275-2200                  | CTS기독교TV 포항방송 |
| CTS기독교TV 광주방송 | 광주광역시 동구 중흥로 239번지 4-5층                                                         | 062)367-6200                  | CTS기독교TV 광주방송 |
| CTS기독교TV 목포방송 | 전라남도 목포시 영산로 635, 석현빌딩 4층                                                     | 061)287-0707                  | CTS기독교TV 목포방송 |
| CTS기독교TV 전남방송 | 전라남도 순천시 조례동 1602-2 기독백화점 3층                                                 | 061)722-0064                  | CTS기독교TV 전남방송 |
| CTS기독교TV 전북방송 | 전라북도 전주시 완산구 팔달로 198, 3층                                                       | 063)277-0069                  | CTS기독교TV 전북방송 |
| CTS기독교TV 제주방송 | 제주특별자치도 제주시 인다8길 7, 2층                                                         | 064)724-9191                  | CTS기독교TV 제주방송 |
| CTS기독교TV 미주방송 | 1025 S. Placentia Ave.Fullerton CA 92831                                                     | (562)565-2234, 1-800-700-0191 | CTS기독교TV 미주방송 |
| CTS기독교TV 뉴욕방송 | 20935 Northern Blvd. Suite #205, Bayside, NY 11361                                           | 718-225-0104                  | CTS기독교TV 뉴욕방송 |

## 채널 번호
- KT스카이라이프 183번
- SK B tv 291번
- KT Genie TV 236번
- U+ TV 269번